# Prince William Cup
Il Prince William Trophy è un trofeo di rugby XV creato nel 2007 messo in palio tra il Galles e il Sudafrica. È dedicato al principe William, duca di Cambridge, erede al trono del Regno Unito e Vice Royal Patron della Welsh Rugby Union.
Il trofeo è messo in palio tra le due nazionali ad ogni loro incontro (o ad ogni serie), a meno che questo non capiti durante una Coppa del Mondo. Attualmente è detenuto dai sudafricani.
È stato conteso per la prima volta il 24 novembre 2007, con gli Springboks vittoriosi 34-12.

## Palmarès
| Anno | Città          | Risultato                | Vincitrice |
| ---- | -------------- | ------------------------ | ---------- |
| 2007 | Cardiff        | Galles — Sudafrica 12-34 | Sudafrica  |
| 2008 | Bloemfontein   | Sudafrica — Galles 43-17 | Sudafrica  |
| 2008 | Pretoria       | Sudafrica — Galles 37-21 | Sudafrica  |
| 2008 | Cardiff        | Galles — Sudafrica 15-20 | Sudafrica  |
| 2010 | Cardiff        | Galles — Sudafrica 31-34 | Sudafrica  |
| 2010 | Cardiff        | Galles — Sudafrica 25-29 | Sudafrica  |
| 2013 | Cardiff        | Galles — Sudafrica 15-24 | Sudafrica  |
| 2014 | Durban         | Sudafrica — Galles 38-16 | Sudafrica  |
| 2014 | Mbombela       | Sudafrica — Galles 31-30 | Sudafrica  |
| 2014 | Cardiff        | Galles — Sudafrica 12-6  | Galles     |
| 2016 | Cardiff        | Galles — Sudafrica 27-13 | Galles     |
| 2017 | Cardiff        | Galles — Sudafrica 24-22 | Galles     |
| 2018 | Washington     | Sudafrica — Galles 20-22 | Galles     |
| 2018 | Cardiff        | Galles — Sudafrica 20-11 | Galles     |
| 2021 | Cardiff        | Galles — Sudafrica 18-23 | Sudafrica  |
| 2022 | Pretoria       | Sudafrica — Galles 32-29 | Sudafrica  |
| 2022 | Bloemfontein   | Sudafrica — Galles 12-13 | Sudafrica  |
| 2022 | Città del Capo | Sudafrica — Galles 30-14 | Sudafrica  |

## Riepilogo vittorie
| Squadra   | Vittorie | Anno                                                 |
| --------- | -------- | ---------------------------------------------------- |
| Sudafrica | 9        | 2007, 2008, 2008, 2010, 2010, 2013, 2014, 2021, 2022 |
| Galles    | 5        | 2014, 2016, 2017, 2018, 2018                         |

## Statistiche
- Miglior serie:
  - Galles: 5 difese consecutive (2014 - 2018)
  - Sudafrica: 7 difese consecutive (2007 - 2014, assoluta)
- Vittorie con il maggiore scarto:
  - Galles: 14 punti (27-13, 26 novembre 2016)
  - Sudafrica: 26 punti (43-17, 7 giugno 2008, assoluta)
- Maggior numero di punti in un singolo incontro:
  - 61 punti (Sudafrica — Galles 31-30, 21 giugno 2014 e Sudafrica — Galles 32-29 2 luglio 2022)
- Minor numero di punti in un singolo incontro:
  - 18 punti (Galles — Sudafrica 12-6, 29 novembre 2014)
- Vittoria esterna più recente:
  - Galles: Bloemfontein, Sudafrica — Galles 12-13, 9 luglio 2022
  - Sudafrica: Cardiff, Galles — Sudafrica 18-23, 6 novembre 2021